# 건국동맹

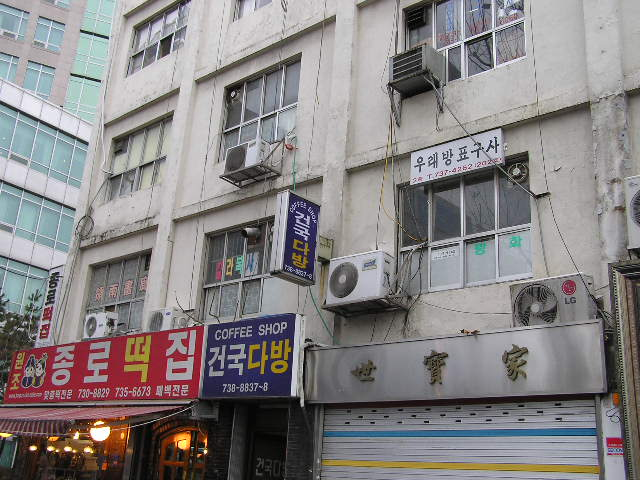
서울 종로구 낙원상가에 위치해 있는 건물. 이 건물은 1944년 8월 10일, 여운형을 중심으로 조직된 지하 비밀 결사 독립운동 단체인 건국동맹이 결성되었던 곳이었다.

건국동맹(建國同盟)은 일제강점기 말기인 1944년 8월 10일에 조직된 한국의 독립운동 단체이다. 1945년 8월 16일 조직된 조선건국준비위원회의 모체 역할을 하였고, 1945년 10월 정당으로 탈바꿈했으며, 11월에는 군소단체들을 통합해 조선인민당으로 확대, 발전했다. 건국동맹을 조직, 향도한 인물은 여운형과 조동호,황운, 이석구, 현우현, 김진우 등 6인이 있다.

## 조직배경
여운형의 일제 패망에 대한 확신은 1941년 태평양 전쟁의 발발이 계기가 되었다. 그는 경성부, 도쿄에서 오가와 슈메이,다나카, 고노에 후미마로 등 일본 정계,군부 고관들과 접촉해 고급 정치,군사정보를 입수하는 한편, 중국 옌안, 베이징, 만주에 있던 이영선(李永善), 최근우 등과 연락을 통해 국제정세와 제2차 세계대전의 전황을 파악하고 있었다. 또한 1940년대 국내에는 여러 가지 경로로 《미국의 소리》(Voice of America)를 비롯한 단파방송을 청취하고 있었는데, 여운형도 이 같은 정보에 접하고 있었다. 그는 태평양전쟁 발발 직후인 1942년 4월부터 8월까지 두 차례 일본 도쿄를 방문하여 미군기의 최초 도쿄공습을 직접 목격하였다. 이를 통해 일본의 패망이 목전에 도래했음을 확신하게 되었고, 일제 패망에 대비할 활동을 계획하는 한편, '일제의 패망=조선의 독립'이라는 논리에 근거해 건국준비작업을 세웠다. 그러나 1942년 12월 도쿄에서 귀국하는 길에 일본 시모노세키에서 ‘치안유지법’,‘육해군형법’,‘조선임시보안령’ 위반혐의로 경성헌병대에 연행, 구속되었다. 이는 오건영(吳建永), 이재형(李載馨), 홍증식(洪增植)에게 한 도쿄 목격담이 오견영의 아들 오성룡(吳成龍)을 통해 유포되었기 때문이었다. 여운형은 1943년 7월 2일 경성지방법원에서 징역1년에 집행유예 3년을 선고받았고, 이때 약 반년간 형무소에 수감되었다. 조선건국동맹에 대한 구상은 이 기간에 구체화되었다. 이 같은 구상은 1930년대 중반부터 지속된 조선중앙일보 사장 시절 관련자, 체육, 무술계 관련자, 진보적 청년, 학생층, 결혼식 주례인맥 등 지인들의 활동의 연장선상에서 이루어졌다.
뒷날, 광복이후 발행된 1947년판 《조선연감》기록에 의하면 1943년 8월 10일 여운형을 중심으로 ‘조선민족해방연맹’이 결성되었고, 이듬해 1944년 8월에 조직, 정보연락, 대책연구 등 3부문의 횡적 조직하에 조선건국동맹으로 발전·강화되었다고 기록되어 있다.

## 초기활동
‘조선민족해방연맹’은 초기 동지획득, 자기완성, 조직준비 3가지 슬로건을 내걸고 활동을 개시했다. 일단 중앙에서 조직 핵심을 확보한 다음 지방조직과 하부조직을 결성하기 위해 각도 단위의 연락책임자 선정과 다양한 연락, 조직방식이 구사되었다. 조선민족해방연맹을 통한 1년간의 우여곡절과 준비작업 끝에 1944년 8월 10일 경성부 경운정 삼광한의원 현우현(玄又玄)의 집에서 '조선건국동맹'이 결성되었다. 발기인은 여운형, 현우현, 조동호, 김진우, 황운, 이석구 등으로 온건 사회주의자들 및 독립운동가 세력이 모여서 조직했다.(이 가운데 김진우는 구한말 의병장으로 활동했던 유인석의 문하생 제자였다.)
일부가 희생되어도 연쇄적 검거와 조직붕괴를 방지하기 위해 조직의 종적 연계를 방지하며, 친일파, 민족반역자를 제외한 민족적 양심가를 망라해 공장, 회사, 학교, 대중단체에 세포조직을 두기로 결정하였다. 건국동맹의 목적은 투쟁과 건설이라는 두 가지 점이었다. 첫째로 일제 패망 가속화, 둘째로 해방을 준비하기 위해 주체세력을 조직적으로 준비, 편성하는 작업이었다. 즉 민족해방투쟁과 건국준비사업을 위한 민족통일전선 결성이었다.
1943년~1944년 무렵 여운형은 조직의 명칭으로 '조선해방연맹','조선민족해방연맹','인민전선','인민위원회' 등을 구상하다가 건국동맹이라는 명칭을 확정하였다. 조선민족해방연맹, 조선해방연맹이라는 명칭은 민족해방이라는 과제에 중점을 두었다. 이 명칭은 1930년대 후반~40년대 초반 공산주의자들이 많이 사용하던 조직명을 염두에 둔 것이며, 1942년 옌안에서 조직된 화북조선독립동맹과 일정한 통일성을 의식한 것이었다. 인민전선,인민위원회의 경우는 조직이 각계각층을 망라한 통일전선적 형태를 띤다는 점에서 강조점이 두어졌다. 인민전선의 구상은 1935년 코민테른 제7차대회에서 결성된 '반파쇼인민전선','반제민족통일전선' 강조의 흐름과 일정한 연관성을 갖고 있었다. 인민위원회의 경우에는 정권형태 혹은 국가건설의 방향에 초점을 두었다. 인민전선이란 명칭은 반(反)파쇼,반제(反帝)세력을 투쟁전선으로 묶어낸다는 의미가 강했고, 인민위원회는 반면에 항일투쟁에 대한 강조를 담아낼 수 없었다. 조선건국동맹이라는 명칭은 민족해방투쟁보다는 해방 후 '건국준비사업'에 보다 강조점을 둔 것이었다.

## 강령 및 원칙
건국동맹은 1944년 10월에, 다음과 같은 3가지 강령을 채택하였다.

- 각인 각파를 대동단결하여 거국일치로 일본제국주의제세력을 구축하고 조선민족의 자유와 독립을 회복할 일.
- 반추축(反樞軸) 제국(諸國)과 협력하여 대일연합전선을 형성하고 조선의 완전한 독립을 저해하는 일체 반동세력을 박멸할 일.
- 건설부면(建說部面)에 있어서 일체 시위(施爲)를 민주주의적 원칙에 의거하고 특히 노농대중의 해방에 치중할 일.

강령의 첫 번째 항은 건국동맹이 반일 민족역량을 집결시켜 민족해방투쟁과 자주독립국가 건설을 완수해야 한다는 민족통일전선체로서 성격과 목적을 명확히 한 것이다. 또한 내용적으로는 해외 독립운동단체들과 연합을 포함한 거국일치를 의미하였다.
두 번째 항은 연합국과 반제연합전선을 형성해서 일제를 타도하고 독립을 쟁취하기 위해 국제적 지원을 받는다는 내용이다. 또한 일본제국주의자 뿐만 아니라 친일파, 민족반역자를 배제한다는 점이다.
세 번째 항은 국가건설문제를 다루었다. 이는 경제, 사회, 문화 등 모든 시책을 민주주의 원칙에 입각해 실시하고 그에 근거한 민주주의국가를 건설한다는 내용이다. 그러나 건국동맹이 구상한 '인민적 민주주의' 국가는 '무산계급혁명'을 통해 수립될 사회주의적 국가와는 일정한 차이가 있었다.
건국동맹은 '3불'(三不)이라는 3원칙을 규약으로 채택하였다. 내용은 건국동맹에 대해 '일체 말하지 않는다'(不言), '문서로 남기지 않는다.'(不文),'이름을 말하지 않는다.'(不名)는 것이었다. 매우 간략한 이 3불원칙은 비합법단체로서 일제 탄압하에서 조직을 보존,보호하기 위한 강한 조직규율이 요구되는 상황에서 조직성원이 준수해야 할 원칙으로 제출된 것이었다.

## 조직구성
결성 직후부터 건국동맹은 중앙조직,지방조직을 꾸렸을 뿐만 아니라 각 계급,계층을 망라하기 위한 조직적 준비사업을 초보적인 단계에서나마 광범하게 진행시켰다. 광복 직전까지 조직은 급속히 확대되었지만, 강력한 조직역량을 갖추지 못한점이 한계였다. 건국동맹의 주요활동은 조직의 골격을 짜고 지방, 부문별 조직을 확대하는 조직활동, 해외혁명단체들과의 연락,연대활동, 건국준비 활동이었다.
1944년 8월에 참가한 여운형, 현우현, 황운, 이석구, 김진우, 조동호에 이어 1944년 10월에는 여운형의 추천으로 이기석, 최병철, 김세용, 박승환, 김문갑, 이상백, 허규, 이만규, 이여성, 이수목, 정재철 등이 가맹했다. 1944년 10월경에 작성된 중앙조직은, 위원장 여운형, 내무부 조동호,현우현(국내에서의 동지규합과 조직관리 활동), 외무부 이걸소, 이석구, 황운(국외독립운동 단체와 연락 활동), 재무부 김진우, 이수목(자금조달과 관리 활동)이었다. 직업별로는 화가(김진우), 군인(박승환), 한의사(현우현), 문필가(김세용, 이여성), 체육인(이상백)에 이르기까지 다양한 사람들이 참가했고, 이념적으로는 구한말 의병장 유인석을 시종했던 민족주의자(김진우)로부터 모스크바공산대학을 나온 공산주의자까지 폭넓은 층이 망라되었다. 건국동맹 중앙은 이념적으로 좌우의 폭넓은 단층을 포괄하면서 당면한 민족적 과제를 중심으로 조직된 것이었다. 대부분의 맹원들은 1920~1930년대 항일투쟁의 경험과 투옥경험이 있는 사람들이었다.
그러나 건국동맹 중앙은 여운형 개인의 영향력이 결정적이었을 뿐만 아니라 조직원의 확보도 여운형의 개인적 관계에 의존하고 있었다. 참가한 인물들 역시 지사적 입장이 강한 중,장년층이 중심이었기 때문에 건국동맹의 중앙은 마치 우국지사들의 비밀결사의 형태에 가까웠다. 또한 참가 인물들이 조직적 훈련,활동을 벌인 사람들도 아니었고, 이념적으로 단결,통일되지도 않았다. 건국동맹은 이론적으로 탁월한 정치노선,조직노선이나 세련된 활동전술을 구사하지는 못했고, 개인적 연락활동에 치중하는 수공업적 조직화방식을 택하고 있었다. 그러나 건국동맹 중앙의 조직은 1940년대 국내 민족해방운동의 중요한 성과였다.
건국동맹은 중앙조직을 꾸렸을 뿐만 아니라 지방조직망에도 구축에도 노력하였다. 1943년 조선민족해방연맹 결성이후 하부조직 구축을 위해 연락인물을 배치했기 때문에 1년에 걸친 조직 준비작업을 통해 1944년 10월에는 다음과 같이 각도 대표 책임위원을 선임했다.
- 충청남북도 - 신표성, 김종우, 유웅경, 장준
- 경상남도 - 명도석,김명규
- 경상북도 - 이상훈, 정운해, 김관제
- 강원도 - 정건화, 정재철
- 전라남북도 - 황태성
- 황해도 - 여권현
- 평안남도 - 김유창
- 평안북도 - 이유필
- 함경남도 - 이증림
- 함경북도 - 최주봉

중앙의 이석구,현우현,황운,이걸소, 김문갑 등은 각 지방을 왕래하면서 연락을 담당하였다. 중앙조직을 골간으로 지방조직을 만들기 위해 위와 같이 2명 내지 3명의 지방조직 책임자가 임명되었지만 여기에는 난관이 도사리고 있었다.
지방조직 중에는 사람만 지명한 경우도 있었고, 유형(有形)의 조직이라는 건국동맹 대신 농민동맹,농민협회 등의 이름을 쓰는 이명동체(異名同體)이었다. 또한 무형(無形)의 그룹으로 조직된 경우도 있었다. 즉 지방조직의 경우에는 무형의 그룹을 중심으로 하고, 유형의 조직인 경우에도 건국동맹 대신 다른 명칭을 사용함으로써 조직의 종적 연계성 노출을 피하려고 노력하였다. 그 이유는 전일적 조직체계로 종적인 연결을 시킬 경우 일제에 의한 대량 탄압의 소지가 컸기 때문이다. 대부분의 지방조직 책임자들은 일제시기 민족해방투쟁에 참가한 경력을 갖고 있으며, 이들이 활동한 대표적인 단체는 1920년대의 신간회와 조선노농총동맹이었다. 이러한 단체에서 활동하지 않은 인물들은 주로 1920년대의 노동,농민운동 단체에 관계하였다. 공산주의운동에 관련한 인물들은 대부분 1920년대의 1,2차 조선공산당에 참가하였다. 광복 후 이들 대부분은 건국준비위원회, 인민위원회에 활동했다.

## 참가조직
건국동맹 예하에는 다양한 계급,계층별 조직이 준비되었다. 농민동맹,학병, 징병, 징용거부자 조직, 청년, 학생조직, 군사조직, 노동자, 부녀자, 사무원 조직 등이 조직되거나 준비되었다.

### 농민동맹
먼저, 농민동맹의 경우 1944년 10월 8일 경기도 용문산에서 조직되었고, 참가자는 여운형, 김용기, 이장호, 최용근, 문의룡, 권중훈, 신재익, 최용순, 신홍진, 박성복, 주한점 등 13인이었다. 농민동맹은 조선해방을 목적으로 한 투쟁을 목표로 삼았고, 이를 위해 징용, 징병 방해, 민심 선동, 징용 및 징병자 도피, 공출반대를 벌였다. 실제로 농민동맹은 학병, 징용, 징병 해당 청년 수십 명을 용문산, 예봉산 일대에 피신시켰고, 의사를 끼고 부정진단으로 징용, 징병을 면제시켜주거나 정신이상을 가장해 면제시키기도 하였다. 광복이후 조선청년총동맹 중앙위원이 된 전사옥, 이혁기, 염윤구, 국군준비대 부사령이 된 박승환(당시 만주국 대위) 등이 대표적인 경우였다. 또한 공출반대를 위해 논농사를 짓지않고, 공출을 하지 않는 고구마, 감자 등 밭농사를 지어 식량으로 대체하였으며, 마을 내 재경중학교 학생들을 통해 경성부 시내 소학교직원과 전문학생 30여명을 규합한 후 이들로 하여금 민족의식 고취와 배일사상을 불어넣는 초보적인 선전선동활동을 벌였다. 농민동맹은 점차 그 활동범위가 확대되어 여주, 양평, 이천, 광주, 양주, 홍천, 고양, 경성 등지로 확대되었다. 농민동맹은 농민들이 주요 구성원이었지만 단순한 농민조직이라기 보다는 지하통일전선체로서 건국동맹의 근거지 역할을 하기 위해 조직되었다. 농민동맹은 농민들의 반일투쟁단체로서 뿐만 아니라 건국동맹의 일련의 조직, 선전, 군사활동을 위한 조직거점으로서 역할이 중요했던 것이다.

### 학병·징병 거부자 세력과 연계
두 번째로 학병,징용,징병 거부자 조직이 결성되었다. 건국동맹과 일정한 관련을 맺고 있던 대표적인 사례는 보광당(普光黨), 조선민족해방협동단,산악대(山岳隊) 등이다. 광복 직후 대표적인 학병거부자로 회자된 하준수(일명 남도부, 뒷날 빨치산 활동)가 있다. 하준수는 학병기피를 위해 덕유산에 은신한 후 1945년 3월경에 징용거부자 73명을 모아 보광당을 조직했다. 보광당은 일제의 후방교란과 무장투쟁을 목적으로 주재소 습격과 군사훈련을 실시하다 광복을 맞았다.
하준수는 광복 이후 자신이 '건국동맹과 관계를 가졌다'는 사실을 자랑스럽게 얘기하고 다녔다고 알려져 있는데, 관련 증언에 따르면 강동정치학원 입교시 자신의 자서전,이력서에 '건국동맹원'이었음을 기술할 정도였다고 한다. 한편 세칭 '성대(城大) 의학부 사건'으로 불리는 조선민족해방협동단 사건 역시 건국동맹과 관련된 학병,징병거부자 조직사건이었다. 이 사건의 주도자는 광복 후 국군준비대의 특무부대장을 지낸 염윤구인데, 이 사람은 이기형과 함께 여운형의 일정한 지도를 받아 경기도 포천 일대에 근거지를 두고 학병,징병거부자들을 집결해 군사훈련과 무장투쟁준비를 하였다. 이 과정에서 징병되지 않은 경성제대 의학부 학생들이 상당수 관련되었고, 일제의 탄압으로 관련자의 상당수가 체포된 바 있었다. 한편 조직적 실체는 확인되지 않지만 광복 후 국군준비대 총사령을 지낸 이혁기가 주도한 산악대 역시 강원도 설악산, 속초를 중심으로 한 학병거부자 조직이었다. 여기에도 여운형의 직,간접적 영향력이 강하게 작용하였다고 한다. 이외에도 비조직적인 형태였지만 건국동맹 혹은 여운형과 직,간접적으로 연결된 학병,징병,징용거부자는 상당수에 달했고, 이들은 광복 후 '학병거부자동맹','학병동맹','국군준비대','청년총동맹' 등 청년운동의 중추가 되었다.

### 청년·학생그룹 가담
세 번째로 1944년말~1945년초에 건국동맹에는 수 많은 청년,학생그룹이 가담하였다. 건국동맹 주위에 포진한 청년그룹들은 광복 후 대중적 청년운동의 발전기에 주동적 역할을 수행하였다. 광복후 초창기 청년운동의 핵심적 전위였던 이호제,조희영,조용구,김용국 등이 중심인물이었다. 이들은 일제의 탄압이 심한 당시 조건에서 무형의 그룹형태로 건국동맹에 관계하였다. 또한 학병,징병,징용을 거부하고 도피한 사람들 중 학병거부자들의 대다수는 광복 후 자신들이 '건국동맹원이었다'고 자처할 정도였다 한다. 광복 후 학병거부자동맹,학병동맹의 주요 구성원이었던 왕익권(王益權, 학병동맹위원장, 청총부위원장), 이춘영(李春榮, 학병동맹부위원장, 청총간부)등이 대표적인 인물이었다. 이들은 무형의 그룹을 형성하고, 조건만 허락하면 대중적 청년조직을 꾸려서 조직역량을 확대,발전시킬 수 있는 핵심들이었다. 이들은 그룹으로 행동하면서 등산,독서,동지조직 등의 활동을 하는 한편 지방의 연고를 통해 청년그룹을 지속적으로 조직하였다.

### 노농군 편성 계획
네 번째로 건국동맹은 전세가 연합군측에 유리하게 돌아간다고 판단된 1945년 3월 경에 후방교란과 노농군 편성을 계획하고 조동호,이석구,이걸소가 공산주의자 최원택, 정재달, 리승엽(리승엽은 이 시기 총독부 관제단체 대화숙에 있었으나, 한편으로는 독립운동에 활동했었다.) 등과 함께 군사위원회를 조직하였다. 국내 무장봉기와 철도 파괴 등을 통한 일본군의 후방교란이 목적이었던 군사위원회는 경기도, 황해도의 경인지구와 강원도 중심의 삼척지구에 책임자 파견 및 인물규합에 착수하고 대구, 부산, 목포, 흥남, 청진, 평양, 진남포 각 지구에서 책임자를 물색, 선정하는 등 노력하였다. 건국동맹은 세 가지 방향으로 군사문제 대책을 세웠다.

- 공산주의자들과 군사위원회를 설치해 노농군 편성을 계획하는 방안
- 만주군관학교를 중심으로 한 만군조직을 활용하는 방안
- 옌안의 조선의용군, 충칭의 한국광복군과 연합작전 시도 방안

이 부분에 대해서 국사편찬위원회 겸 이화여자대학교 교수로 지내고 있는 정병준 교수에 의하면, '건국동맹에서 논의된 노농군은 정규군 편제를 지닌 군사조직이 아니었으며, 항일폭동 과정에서 노농군을 편성해서 일본군대,관공서에 대한 군사적 공격을 가할 구상으로 보인다.'고 추측했다.
한편, 구체적으로 무기획득을 위해서 여운형은 경기도 주안 조병창에서 근무하고 있던 채병덕 중좌와 두 차례 접촉을 시도했는데, 여기서 연락담당은 손기정이 맡았다. 손기정에 의하면 결국 채병덕은 여운형을 만나주지 않았다고 회고한다. 경기도 주안의 조병창은 당시 많은 사람들이 무기획득을 위한 공작을 시도했던 곳으로, 이미 1944년 말에 무기 밀반출 사건이 여러번 발생했었다.

### 기타 활동
다섯 번째로 성과를 거두지는 못했지만 노동자,부녀자,사무원을 조직하기 위한 시도들이 지속되었다고 한다. 청년노동자를 포섭하기 우한 활동(전사옥,최현국,변재철,이인규), 전국철도종업원의 연락 조직체를 준비하는 활동(조윤환,여용구,홍성철), 부녀운동(이각경,이정구) 준비, 국민학교 교원활동대인 지도별동대 조직(조흥환,깅기원,기몽호)이 준비되었다고 한다.

## 주요활동

### 해외 독립운동단체 세력과의 연락
건국동맹이 조직활동과 함께 중시한 것은 해외혁명단체와의 연락,연대관계 수립이었다. 이를 위해 건국동맹의 조직 후 북만주(최근우. 당시 최근우는 만주협화회에 활동해 있었다.), 베이징(이영선, 이상백, 박승환,엄태섭), 옌안(이영선, 이상백, 박승환) 등지에 연락원을 선임,파견하였다. 가장 주되니 대상은 '화북조선독립동맹'의 조선의용군과의 연락이었는데, 1942년에 결성된 옌안의 화북조선독립동맹은 국내의 운동세력과 연계노력을 계속했고 여러 차례 걸쳐 조선공산당 재건과 항일운동을 위해 여운형 측에 사람을 파견한 바 있었다. 여운형 역시 1940년대 초반부터 독립동맹세력과 연결을 시도하고 있었다. 독립동맹과의 연결계획에는 군대편제 계획, 유격대의 국경침투 계획, 조선의용군 사령관 무정(武亭)과의 연락, 만주군대 지휘 계획의 수립, 만주 군인의 입국시를 대비한 은신처, 식사공급계획 등이 포함되었다. 건국동맹과 독립동맹의 연락관계는 1944년 말부터 본격화되어 광복 직전에는 본격적인 연대의 차원의 차원으로 발전할 전망을 보이고 있었다.
1944년 12월 조선의용군 사령관 무정의 연락원이 베이징에 도착해 이영선, 이상백과 회견한 후, 1945년 4월에는 옌안에 건국동맹 대표를 파견하려는 시도가 있었고, 김순자(박승환의 부인),이영선을 통해 독립동맹 주최 '국치기념대회'에 국내정세보고서, 통계 등의 자료 전달(1945년 6월), 8월에는 옌안의 전조선민족대회에 건국동맹 대표 김명시,이영선 파견 등이 잇달았다. 또한 독립동맹과의 연계는 단순히 항일투쟁의 차원에서 뿐만 아니라 광복 후 건국동맹과 독립동맹이 동일한 노선하에 민주주의 혁명을 완수하기 위해 연대한다는 국가건설 문제에까지 이어졌다.
건국동맹은 충칭의 대한민국 임시정부와 연락을 맺기 위해 1945년 4월 최근우를 베이징으로 파견했으나 접촉하지 못했다. 또한 시기는 명확하지 않지만 김일성 자신이 '항일무장투쟁 시기에 여운형과 접촉하기 위해 연락원을 파견했으나 만나지 못했다.'고 주장했다.

## 주요 간부들 검거와 재선출
1945년 7월 조문기 등 '대한혁명청년단'이 일으킨 부민관 폭탄 의거가 발생했다. 연이어 함경남도에서 공산당 비밀조직 검거사건이 발생하였고, 그 여파로 8월 4일 조선총독부 경찰에 그 존재가 드러나게 되어 건국동맹의 간부 이걸소, 황운, 이석구, 조동호등이 검거되었다. 이에 따라 여운형은 최근우, 김세용, 이여성, 이상백, 김기용, 이만규 등을 중앙위원으로 선출(일명 재건위원)했으나 초건(初建)간부의 사무만 맡겼을 뿐 위원 상호간에도 모를 정도의 개인접촉에 의한 비밀유지에 노력하였다.
건국동맹의 조직원수는 1만명에서부터 7만명까지 의견이 분분하지만, 정확한 숫자를 파악하기는 불가능하다.

## 일제패망과 치안권 이양
1945년 8월초의 시점에서 제2차 세계대전 전황 역시 종국으로 치닫고 있었다. 소련은 1945년 8월 7일 대일선전포고와 동시에 제1극동방면군 산하의 25군이 한국을 향해 진격하였다. 이상황 속에서 조선총독부는 일본의 패전을 이미 8월 10일경부터 직감하고 있었다. 8월 15일 일본 덴노의 항복발표가 있을 무렵, 소련군은 원산에 진격해 온 상태였다. 한반도를 북위 38도선으로 분할해 미,소양군이 점령한다는 연합군최고사령부의 일반명령 1호는 8월 15일에 연합국의 승인을 얻었지만, 조선총독부측이 이를 인지한 것은 항복조항 협의를 위해 마닐라에 파견되었던 가와베(川部)가 귀환한 뒤인 8월 20일 경이었다. 이 짧은 시기에 조선총독부,일본군측은 소련군의 한반도 석권 가능성을 크게 우려하고 있었는데, 총독부는 종전대책에 가장 우려한 것이 패전 이후 야기될 한국인들의 폭동,약탈,무질서 상태의 조성이었다. 즉 혼란한 치안상태의 조성에 따른 일본인의 생명, 재산보호가 당면과제였다.
총독부 입장에서 경찰과 헌병,군대등을 동원한다면 관공서와 주요시설에 대한 방어가 가능하였지만, 이런 강압적인 방식은 광복을 맞이한 한국인들, 특히 청년,학생들의 반발을 불러일으킬 뿐만 아니라 일본 민간인들까지 피해가 날 것이 분명했다. 그래서 조선총독부측에서 구상한 것이 '이이제이'방식이었는데, 일본측에 적대적이지 않은 한국인 지도자를 내세워 '과도적 시기에 치안유지를 담당케 한다'는 구상이었다. 여기서 핵심은 1.청년,학생을 중심으로 한 조선인들에게 강력한 영향력을 행사하며 반일적인 인물로 존경받아야 한다는 점. 2.일정한 조직역량을 갖추고 있어야 한다는 점. 3.진격해오는 소련군에게 용납되는 동시에 일본측에게도 합리적인 인물이어야 한다는 점이었다.
8월 15일 아침, 조선총독부는 이러한 점을 불렀고, 여운형은 총독부 요청에 따라 엔도 류사쿠 정무총감을 만나 치안권과 행정권 이양을 논의했는데, 여기서 여운형은 5가지 조건을 요구했다. 엔도 정무총감은 상황이 상황인지라 여운형의 5가지 요구를 들어주지 않을 수 없었다. 그리고 다음 날부터 전국의 옥문이 열리고 정치범(독립운동지사들)이 석방되어 광복을 맞이했다. 한편, 여운형은 '단순히 과도적 시기의 치안유지에서 벗어나 이미 준비해 온 대로 독립국가 건설로 나아간다.'는 구상을 실행에 옮겨 8월 16일 '치안유지대'가 아닌 조선건국준비위원회를 발족했다. 건국준비위원회 활동은 짧은 기간이었지만 광복 직후 공간에서 집회,결사 및 정치활동의 자유 등 전 민족이 향유할 수 있는 정치적 공간을 열어놓았고, 이는 일본의 바람과는 달리 치안유지권의 차원을 뛰어넘어 행정권 접수, 통치권 행사의 방향으로 치달았다. 지방 경우는 사회주의, 민족주의등 이념을 떠나서 지방의 유력한 유지들 및 지주들 역시 적극적으로 나서서 건준에 활동하기도 했다. 반면에, 경성부 같은 경우 조선군사령부의 방해로 2중 정부와 같은 혼란이 야기되기도 했다.

## 의의
건국동맹은 일제말기 국내에서 거의 유일한 독립운동 단체였다. 서중석 성균관대학교 사학과 교수는 '국외에서의 독립운동은 너무 멀리 떨어져 있는 데다 일제가 패망할 경우 바로 입국 할 수 없다는 문제가 있었기 때문에 한국인 대다수가 거주하는 국내의 상황이 더 중요했다. 이런점에서 1940년대 거의 유일한 독립운동 단체였던 건국동맹은 역사적 의의가 매우 크다'고 평가했다.

## 참고서적
- 한국독립운동사 사전 총론편 下[깨진 링크(과거 내용 찾기)] (독립기념관 저) (593~611)
- 《한국독립운동사사전,3-7 :운동·단체편(1-5)》 독립기념관 한국독립운동사연구소 저. (4) p347~p351
- 손기정 저. 《나의 조국 나의 마라톤》,한국일보사 1983년
- 정병준 저. 《조선건국동맹의 조직과 활동》,-한국사연구 80호-. 1993년 발간.
- 서중석 저. 《한국현대민족운동연구》,역사비평사. 2002년

## 같이 보기
- 여운형
- 조동호
- 건국준비위원회
- 일제강점기
- 한국의 독립운동